# 飯塚隆太
飯塚 隆太（いいづか りゅうた、1968年11月20日 - ）は、新潟県十日町市生まれの日本の料理人。ミシュランガイド東京2つ星「Restaurant Ryuzu」のオーナーシェフである。

## 来歴・人物
1988年（昭和63年）、辻学園日本調理技術専門学校を卒業。同年から第一ホテル東京ベイ（現・ホテルオークラ東京ベイ）に勤務し、ホテル ザ・マンハッタン等を経て、1994年にジョエル・ロブションがプロデュースした「シャトーレストラン　タイユバン・ロブション」の部門シェフに就任。その後渡仏し、Restaurant Troisgros a Roanne、Restaurant Jean-Paul Junnet a Arbois等、現地の星付きレストランで修業。
帰国後にロブションの系列店に勤務したのち、2004年に「ラターブル　ドゥ　ジョエル・ロブション」シェフに就任。2005年に「六本木ラトリエ ドゥ ジョエル・ロブション」シェフに就任。5年間の在勤中に、同店はミシュランガイドで2つ星の評価を受ける。
その後、2010年5月27日　株式会社マテリエスを設立し、2011年2月1日六本木にRestaurant Ryuzuを開店。
「2012ミシュランガイド東京 横浜 湘南」で1つ星を、さらに2013年には2つ星を獲得以来、現在（2024年）まで2つ星をキープしている。
「日本の生産者に目を向け、光を当てられるような仕事を料理を通じてしていきたい。」という考えを持っていることを取材に対して述べている。

## プロデュース
- 2014年（平成26年） ANA機内食「THE CONNOISSEURS」に参画。ビジネスクラス、ファーストクラスの食事をプロデュース。2024年度は3月～5月ANA欧米線ビジネスクラスを担当。
- 2016年（平成28年） -えちごトキめきリゾート雪月花 の車内弁当。なお雪月花は列車のコンセプトと車両の内装が評価され、2016年度のグッドデザイン賞を受賞している[3]。

## 受賞歴等
- 1990年（平成2年）　「プロスペール・モンタニエ　フランス料理最優秀見習い料理人コンクール」優勝
- 1999年（平成11年）　Sopexa（フランス食品振興会）料理コンクール Finalist
- 2009年（平成21年）　アンダルシア産イベリコ生ハム　コルタドールコンテスト3位
- 2012年（平成23年） 「2012ミシュランガイド東京 横浜 湘南」で1つ星
- 2013年（平成24年） 「2013ミシュランガイド東京 横浜 湘南」で2つ星　　　　　　　　　　　　　　　　　　　　　　　　　　※2013年以降、現在（2024年）まで毎年、2つ星をキープ
- 2018年（平成30年）「農林水産省料理人顕彰制度　料理マスターズ」ブロンズ賞　受賞
- 2023年（令和5年）   「農林水産省料理人顕彰制度　料理マスターズ」シルバー賞　受賞

## 著書
- 『素材を慈しみ、自分流に。』 旭屋出版、2016年